# Cantón de Valenciennes-Este
El cantón de Valenciennes-Este era una división administrativa francesa, que estaba situada en el departamento de Norte y la región de Norte-Paso de Calais.

## Composición
El cantón estaba formado por diez comunas, más una fracción de la comuna que le daba su nombre:
- Curgies
- Estreux
- Marly
- Onnaing
- Préseau
- Quarouble
- Quiévrechain
- Rombies-et-Marchipont
- Saultain
- Sebourg
- Valenciennes (fracción)

## Supresión del cantón de Valenciennes-Este
En aplicación del Decreto nº 2014-167 de 17 de febrero de 2014, el cantón de Valenciennes-Este fue suprimido el 22 de marzo de 2015 y sus 11 comunas pasaron a formar parte; ocho del nuevo cantón de Marly, una del nuevo cantón de Anzin y una del nuevo cantón de Valenciennes.